# 오닐상
오닐상(스웨덴어: O'Neill-stipendiet, 영어: Eugene O'Neill Award)은 미국의 극작가 유진 오닐이 만든 스웨덴의 연극상이다. 시상식은 1956년 처음 열렸으며, 매년 유진 오닐의 생일인 10월 16일에 시상식이 개최된다.